# زیادیه
زیادیه (به عربی: زیادیه) یک روستا در سوریه است که در ناحیه اخترین واقع شده‌است. زیادیه ۳٬۵۷۶ نفر جمعیت دارد.